# Volkswohl Bund

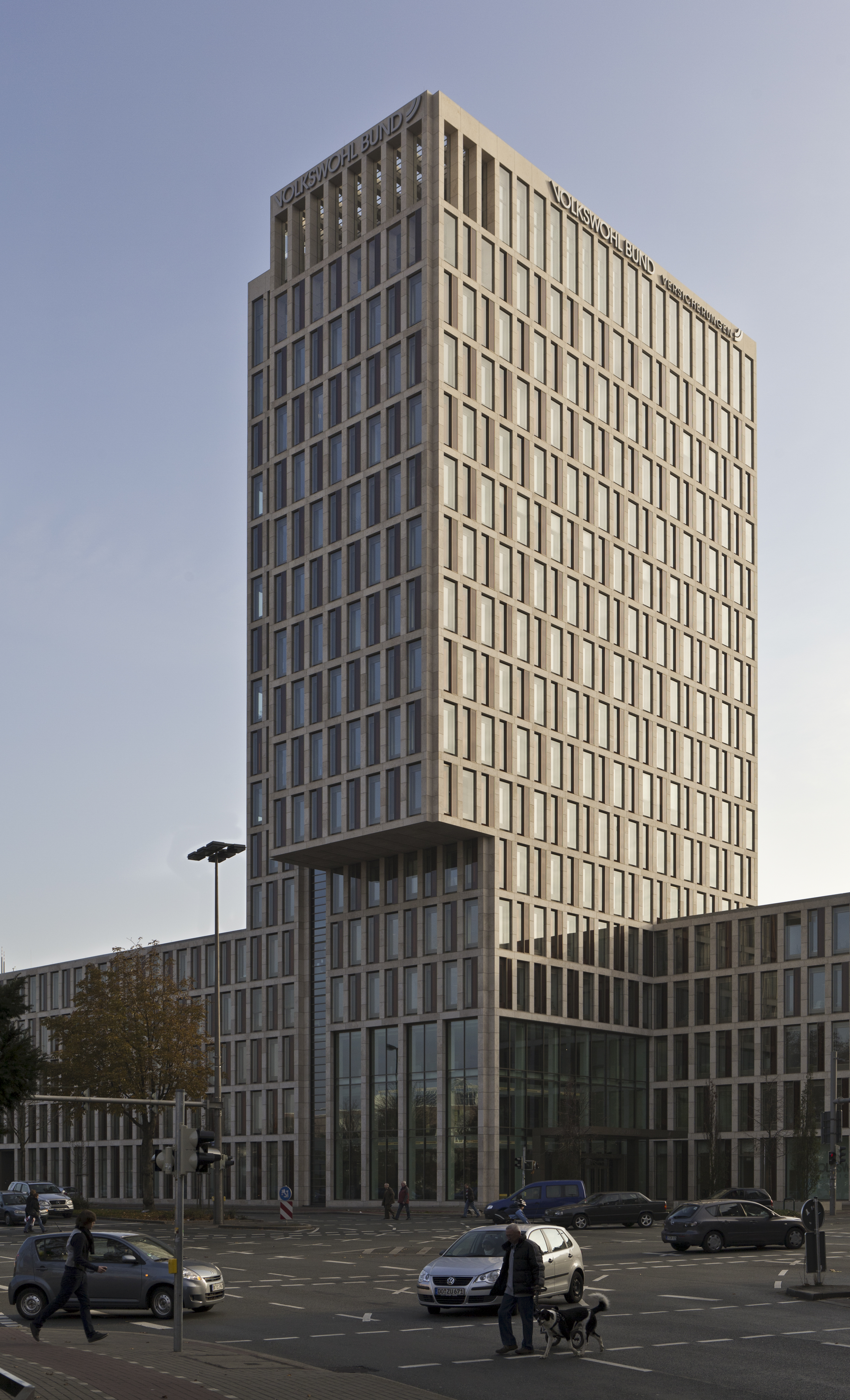
Hauptverwaltung: Volkswohl-Bund-Hochhaus in Dortmund (2011)

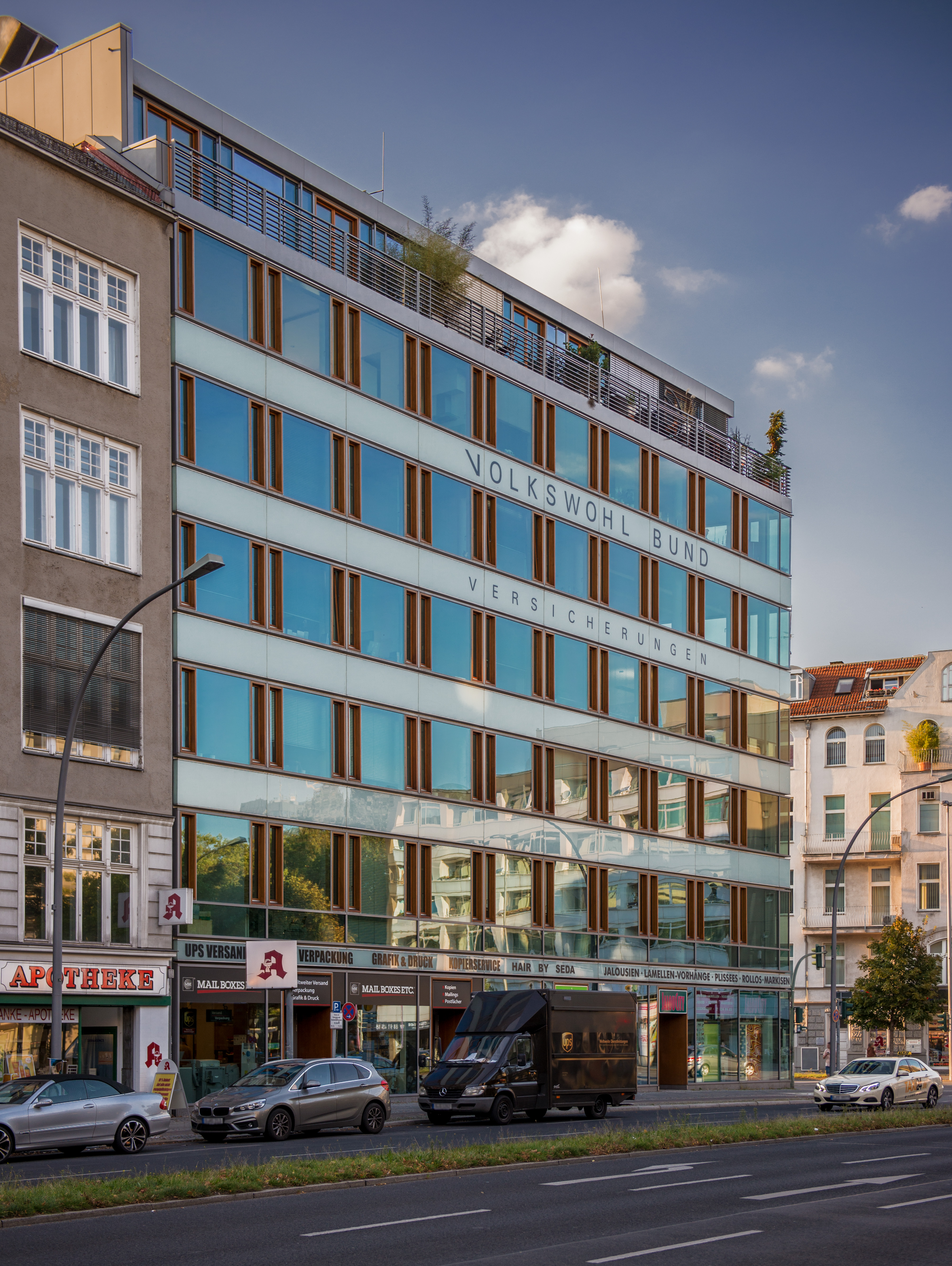
Volkswohl Bund Versicherungen Gebäude in Berlin

Die Volkswohl Bund Versicherungen sind ein 1919 gegründetes Versicherungsunternehmen, das in Dortmund ansässig ist und sich auf den Maklervertrieb spezialisiert hat.
Die Volkswohl Bund Lebensversicherung a. G. bildet unter anderem mit der Volkswohl Bund Sachversicherung AG, der prokundo GmbH sowie der Dortmunder Lebensversicherung AG einen Konzern.
Der Vertrieb von Lebens- und Sachversicherungen erfolgt hauptsächlich über Versicherungsmakler, Mehrfachagenten und unabhängige Finanzdienstleister. Hier bestehen über 14.000 Geschäftsbeziehungen.
Der Anteil der Volkswohl Bund Lebensversicherung a. G. am deutschen Versicherungsmarkt beträgt – gemessen an den Beitragseinnahmen – rund 1,5 Prozent. Die Kapitalanlagen belaufen sich auf etwa 17,7 Milliarden Euro; insgesamt verwalten die Konzernunternehmen rund 1,5 Millionen Lebens- und über 500.000 Sachversicherungsverträge (Stand Ende 2023).
Die Hauptverwaltung befindet sich im Volkswohl-Bund-Hochhaus in Dortmund. Insgesamt beschäftigen die Volkswohl Bund Versicherungen im Bundesgebiet rund 700 Angestellte.

## Vorstand
Der Vorstand besteht aus
- Dr. Gerrit Böhm (Vorstandsvorsitzender)
- Celine Carstensen-Opitz
- Stefanie van Holt
- Klaus Keßner

## Geschäftsfelder
Zu den Geschäftsfeldern der Volkswohl Bund Lebensversicherung a. G. gehören sowohl klassische als auch fondsgebundene Lebens- und Rentenversicherungen, Berufsunfähigkeitsversicherungen, Risikolebensversicherungen, Angebote zur betrieblichen Altersversorgung und staatlich geförderte Altersversorgungsprodukte.
Zu den Angeboten der Volkswohl Bund Sachversicherung AG gehören u. a. Unfallversicherungen, Haftpflichtversicherungen, Kraftfahrt- und Motorradversicherungen, Gebäudeversicherungen, Hausrat- und Glasversicherungen und gewerbliche Versicherungen.

## Geschichte
Am 28. Januar 1919 gründete der Versicherungskaufmann Max Helbig den Verein „Deutscher Volkswohl-Bund in Berlin“. Wegen des großen Erfolgs einer 1922 eingeführten Bestattungskostenversicherung wurde der Unternehmensname (Firma) 1923 in „Volkswohl-Bund Allgemeiner Bestattungs- und Versicherungsverein a.G. Berlin“ geändert. 1924 arbeiteten erstmals Angestellte für den Volkswohl Bund. Damit ist der Schritt vom Idealverein zum Wirtschaftsunternehmen gemacht. In Stettin entstand die erste Hauptverwaltungsstelle außerhalb Berlins. Es folgten Sitze in Breslau, Königsberg, Magdeburg, Hannover, Dortmund und Frankfurt am Main.
Am Ende des Zweiten Weltkriegs wurde das Berliner Verwaltungsgebäude zerstört. Die Verwaltung arbeitete in insgesamt drei Ausweichquartieren weiter. Auch die Dortmunder Bezirksdirektion wurde zerstört. Nach der Einrichtung eines Notbüros in Werne folgte der Umzug nach Lünen, wo die neue Westzonenhauptverwaltung entstand.
1951 wurde in Dortmund der Neubau eines Verwaltungsgebäudes am Südwall 37 beendet. Die Westzonenhauptverwaltung zog von Lünen nach Dortmund. 1953 erfolgte die Umbenennung in „Volkswohl-Bund Lebensversicherung auf Gegenseitigkeit“.
In Berlin wurde 1955 an der Kantstraße/Ecke Fasanenstraße der Neubau des neuen Verwaltungsgebäudes beendet. In Dortmund erhielt die Hauptverwaltung einen Anbau am Südwall 39.
Am 8. Juli 1969 wurde die Volkswohl Bund Sachversicherung AG als hundertprozentige Tochter der Volkswohl Bund Lebensversicherung a. G. gegründet. Am 12. März 1970 begann der Bau eines Hauptverwaltungsgebäudes in Dortmund am Südwall 41. Der Einzug folgte im Jahr 1973.
Die erste Courtagevereinbarung mit einem Versicherungsmakler wurde am 17. Mai 1985 abgeschlossen. Es begann die Umorientierung von einem Versicherungsunternehmen mit fest angestelltem Außendienst zu einem Maklerversicherer. Das Verwaltungsgebäude in Dortmund wurde in den Jahren 2007 bis 2010 durch ein neues Bürogebäude an gleicher Stelle ersetzt.
2012 nahm die prokundo GmbH als hundertprozentige Tochter der Volkswohl Bund Lebensversicherung a. G. den Betrieb auf.
Seit dem 27. Juni 2017 gehört die neu gegründete Dortmunder Lebensversicherung AG zum Konzern.
Im März 2021 beteiligte sich die Volkswohl Bund Lebensversicherung a. G. an der Informationsplattform Worksurance, die Alternativprodukte in der Arbeitskraftabsicherung entwickelt.